# Reguläre Großloge von Portugal

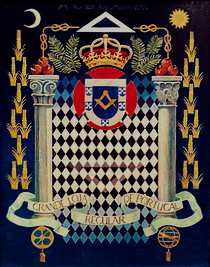
Wappen der GLRP

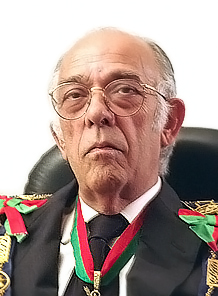
Großmeister der GLRP
Almiro Gaspar Marques

Die Reguläre Großloge von Portugal ist eine Freimaurerloge und wurde am 29. Juni 1991 unter Anerkennung der Grande Loge Nationale Française gegründet. Sie wurde am 15. Juli 1991 in Lissabon als Verein notariell eingetragen.

## Geschichte
Die Geschichte der Freimaurerei in Portugal war turbulent. 1743 wurden John Coustos (1703–1746) und zwei andere Mitglieder seiner Loge durch die Inquisition gefangen genommen und unter Folter befragt. Coustos 1746 erschienenes Buch beschreibt Details seiner Leidensgeschichte unter der Inquisition und wurde eine wichtige Quelle früher Freimaurer-Rituale. Die Geschichte setzt sich fort mit dem Freimaurer Da Costa, der ebenfalls von der Inquisition wegen seiner Freimaureraktivitäten verhaftet wurde, aber entkommen und 1805 nach London fliehen konnte, wo er sich der Loge von Antiquity anschloss.
In den 1980er Jahren gründete die Grande Loge Nationale Française in Portugal zahlreiche Logen und auch die englische Freimaurerei kehrte durch die Bürgschaft der Prince Henry und Navigator Lodge zurück. 1991 konstituierte sich die Reguläre Großloge von Portugal mit Unterstützung der Grande Loge Nationale Française.

### Spaltung
1996 teilte sich die Reguläre Großloge von Portugal in die Grande Loja Legal de Portugal (GLLP), die von der Vereinigten Großloge von England als regulär anerkannt wird und die Grande Loja Regular de Portugal (GLRP), die jedoch vor Gericht als die ursprüngliche Großloge bestätigt wurde.

## Grande Loja Regular de Portugal
Almiro Gaspar Marques wurde am 25. Juni 2005 zum aktuellen Großmeister gewählt und am 24. September 2005 ins Amt eingesetzt.

## Grande Loja Legal de Portugal
Großmeister der GLLP ist seit dem 13. Dezember 2003 Alberto Trovão do Rosário.